# Stummfilmbegleiter
Ein Stummfilmbegleiter ist eine Person, die einen Stummfilm musikalisch untermalt, indem sie während der Filmaufführung – zum Film passend – musiziert. Häufig geschieht dies durch den Einsatz eines Pianos, früher auch einer Kinoorgel. Stummfilmbegleiter haben die Vorstellungen von Anfang an (1895 – Geburtsstunde des Kinos) musikalisch untermalt. Stummfilmbegleiter haben nicht immer Noten für den Stummfilm vorliegen. So muss der Pianist immer wieder neu improvisieren und jeder Film klingt an jedem Tag etwas anders.
Häufig genannte Gründe für die Verwendung einer Begleitmusik bei Stummfilmen waren, den Lärm der Projektionsmaschinen zu übertönen und die ungewollte Stille der bewegten Bilder zu kompensieren.

## Heutige Stummfilmbegleiter
Heute werden Stummfilmbegleiter für einzelne Events und Festivals gebucht. Dort begleiten sie Filme oder Aufführungen.
Bekannte Stummfilmbegleiter der heutigen Zeit sind:
- Neil Brand
- Günter Buchwald
- Stephan Graf von Bothmer
- Julian Gramm
- Stephen Horne
- Richard Siedhoff

## Abgrenzung
Die musikalischen Stummfilmbegleiter sind nicht die einzigen für die Vertonung von Stummfilmen zuständigen Personen. Mitunter wurden auch Kinoerklärer eingesetzt, die meist anstelle der später üblicheren Zwischentafeln dem Publikum die Handlung erklärten. Im japanischen Kino gab es Benshi, die (ggf. neben der Tätigkeit als Erklärer) die Texte der einzelnen Rollen sprachen. 